# نظرية تأثير الشخص الثالث
مقدمة:
تقول منطوق النظرية أن الشخص الثالث يتنبأ بأن الأفراد الذين يتعرضون إلى اتصال مقنع يتوقعون أن تأثير الرسالة الإعلامية يكون أكبر على الآخرين مما هو على أنفسهم، ولا يرجع التأثير الذي يحققه الاتصال إلى التأثير المقنع والمباشر للرسالة الإعلامية نفسها فقط.
ولكن أيضا إلى سلوك هؤلاء الأفراد الذين يتوقعون أو يعتقدون أنهم يدركون بعض ردود فعلهم على جانب الآخرين وبناء عليه يسلكون بطريقة مختلفة.

## افتراضات النظرية
و تقوم نظرية تأثير الشخص الثالث على افتراضين أساسيين هما:
1 - الفرض الإدراكي: ويرى أن الأفراد يميلون إلى تعظيم قدر التأثيرات التي تحدثها وسائل الإعلام في مواقف وسلوكيات الآخرين. ويمكن صياغة الفرض الإدراكي علي النحو التالي:
توجد فروق ذات دلالة إحصائية في مستوي إدراك أفراد الجمهور لتأثيرات وسائل الإعلام علي أنفسهم من ناحية وعلى الآخرين من ناحية أخري بحيث ينسب الأفراد تأثير أعظم الوسائل الإعلام على الآخرين مقارنة بتأثيرها على أنفسهم.
وهناك العديد من التفسيرات التي حاول الباحثون من خلالها وضع أسس فكرية ومنطقية للفرض الإدراكي لنظرية تأثير الشخص الثالث من أهمها:
التفسير القائم على التحيز غير المبني على أساس واقعي: بعض الباحثين يطلق عليهالتحيز غير المبني على أساس واقعي (Unrealistic optimism) والبعض الآخر يطلق عليه مسمى (Illusory superiority) وهو يعني بصفة عامة أن الأفراد يعتقدون أنهم أقل تأثرًا بالرسائل السلبية من الآخرين في حين تكون فرصتهم للتأثر بالرسائل الإيجابية مرتفعة، فعامة الناس يعتقدون أنهم يمتلكون خصائص إيجابية أعلى
من الآخرين وخصائص سلبية أقل من الآخرين.
التفسير القائم على مبدأ «خطأ الإسناد الرئيسي»: وهذا التفسير مبني على خطأ «الإسناد الرئيسي» والصفات الغرورية للذات، وقد لاحظ الباحثون بصفة عامة أن الأفراد
يدركون أن الآخرين ليس لديهم وعي بالعوامل الموقفية الخارجية مثل الإقناع المقصود من محتوى الرسائل الإعلامية ولذلك فهم أكثر حساسية للتأثر بهذا المحتوى، ولكن عند الحكم على الذات فإن الأفراد يشيرون إلى أنهم يدركون تماما دور العوامل الموقفية مثل القصد الإقناعي للرسائل الإعلامية وبالتالي فهم يرون أنفسهم أقل حساسية التأثير المضمون الإعلامي، ويتضح مما سبق أن خطأ الإسناد يرتبط بالتحيز الإيجابي للذات فعندما تكون الرسالة سلبية يكون الاقتناع بمحتوى الرسالة دليلا على عدم الذكاء وبالتالي فإن الفرد يدرك أن الرسالة تؤثر بدرجة أكبر في الآخرين وذلك لدعم مفهومه عن الحصانة الشخصية والتحكم في الذات، أما في حالة كون الرسالة إيجابية فأن الأفراد ينسبون تأثير أكبر على الذات لأنهم يعتقدون أنهم أذكياء بدرجة كافية تجعلهم يدركون قيمة الرسالة).
2 - الفرض السلوكي: يرى أن التفكير في الآخرين على أنهم أكثر تأثرًا بالرسائل الإعلامية وأنهم يتأثرون بدرجة أكبر من الذات سوف يؤثر على سلوك هؤلاء الذين يتوقعون حدوث رد فعل من قبل الآخرين، ويتنبأ بأن التفكير في الآخرين على أنهم أكثر عرضة للخطر يدعم الرأي القائل بفرض رقابة وقيود على وسائل الإعلام.
ذهب كثير من الباحثين إلى أن https://books.google.com.sa/books?id=bNMsDQAAQBAJ&pg=PA82&lpg=PA82&dq=%D8%A7%D9%84%D9%81%D8%B1%D8%B6+%D8%A7%D9%84%D8%B3%D9%84%D9%88%D9%83%D9%8A السلوكي لتأثير الشخص الثالث يمكن تفسيره من خلال ما يلي:
1- التفسير القائم على نظرية الدافعية الوقائية Protection Motivation Theory:
أشار بعض الباحثين إلى أن الفرض السلوكي يمكن تفسيره في إطار نظرية الدافعية الوقائية والتي تمثل وظيفة إيجابية للذات تجاه القابلية للتأثر بالخطر المدرك من خلال تقييم قوة التهديد الذي تتضمنه الرسالة الإعلامية.
2- التفسير القائم على مفهوم الوالدية Protection Explanation
وتأسس هذا التفسير كننتيجة للإفراط في تقييم تأثيرات الرسائل الإعلامية على الآخرين مؤكدًا على أن الأفراد يدعمون فرض الرقابة على الرسائل التي يدركون أنها تمثل خطرًا على الآخرين وذلك لحماية هؤلاء الآخرين.
فماكلو وإيفيلاند وناسانسون ذكروا بأن الرقابة على المحتوى الإعلامي نموذجًا للوالدية من خلال التدخل الاجتماعي لحماية الآخرين الغير قادرين على غربلة المحتوى الإعلامي لأنفسهم ومن المحتمل أن يصيبهم الضرر لو أنهم تعرضوا لهذا المحتوى المؤذي.
الوجه الآخر لتأثير الشخص الثالث «تأثير الشخص الأول»
العديد من الأبحاث أشار إلى أن المحتوى الإيجابي للرسائل الإعلامية يبرز مفهوم الشخص الأول "First Person Effect" أو ما يعرف أحيانًا بعكس تأثير الشخص الثالث "Reversa Third Person Effect" >
وقد أوضح العديد من الباحثي أن تعزيز الذات Sele Enhancement هو الدافع الأساسي وراء كل ٍ من تأثير الشخص الثالث وتأثير الشخص الأول، فمن خلال هذا الدافع يدرك الفرد أنه أقل عرضة لتأثيرات الرسائل غير المرغوبة من الآخرين Third Person وفي المقابل أنه أكثر قابلية للتأثر بالرسائل المرغوبة من الآخرين first Person، وذلك بهدف خدمة الذات، فالأفراد يرون أنفسهم بمنظور إيجابي مضئ، من خلال مفهوم الشخص الثالث ومفهوم الشخص الأول اعتماداً على المرغوبية الاجتماعية للرسالة.

## دراسات حول النظرية
وقد أشار "دافيسون إلى أن إدراك تأثير الشخص الثالث يلعب دورا في اتخاذ الأفراد قرارات بمراقبة وتنظيم التعرض للمحتوي الإعلامي على افتراض أن الآخرين أكثر عرضة للتأثيرات الضارة من أنفسهم، وقد وجدت دراسات عديدة أيدت وجهة النظر هذه مثل دراسة جنثر عام 1995 والتي وجدت أن الأفراد يميلون إلى فرض قيود ورقابة علي المواد غير الأخلاقية استنادا إلى الفجوة الإدراكية بين التأثير المدرك على الذات والتأثير المدرك على الآخرين، ودراسات أخري أكدت على وجود علاقة بين إدراك تأثير الشخص الثالث والميل لفرض رقابة على المحتوي الغير الأخلاقي والعنف التليفزيوني والحملات الدعائية.
وعندما توطدت الثقة بواسطة الباحثين في التأثيرات الإدراكية للشخص الثالث تم التحول نحو التحقق من الجانب السلوكي للنظرية بالتركيز على تساؤل رئيسي ما الذي يحدثه إدراك فيما يتعلق بسلوك الأفراد، وقد أشار دافيسون في عام 1983 إلى أن التأثير الإدراكي للشخص الثالث والذي يتمثل في اعتقاد الأفراد بأن الآخرين يتأثرون بمحتوى الرسائل الإعلامية بدرجة أكبر منهم يجعلهم يقومون بفعل ما، والدراسات السلوكية تميل إلى التركيز على العلاقة بين تأثير الشخص الثالث والرقابة متضمنة البحث في المواد الإباحية والعنف التليفزيوني والتغطية الصحفية والإعلان، فهؤلاء الذين يدركون أن
الآخرين يتأثرون بمحتوى الرسالة الإعلامية بدرجة أكبر منهم يميلون إلى الرغبة في فرض رقابة على الرسالة، وقد أشار كلًا من Detenber و Eveland و Mcleod إلى أن هذا هو التأثير المهم والجوهري للشخص الثالث مطلقين عليه «الظاهرة الأكثر ارتباط بالمجتمع»(1).
وقد ذهب كثير من الباحثين إلى أن الفرض السلوكي التأثير الشخص الثالث يمكن تفسيره من خلال ما يلي:
1- التفسير القائم على نظرية الدافعية الوقائية: أشار بعض الباحثين إلى أن الفرض السلوكي يمكن تفسيره في إطار نظرية الدافعية الوقائية والتي تمثل وظيفة إيجابية للذات تجاه القابلية للتأثر بالخطر المدرك من خلال تقييم قوة التهديد الذي تتضمنه الرسائل الإعلامية.
2- التفسير القائم على مفهوم الوالدية: وقد تأسس هذا التفسير كنتيجة للإفراط في تقييم تأثيرات الرسائل الإعلامية على الآخرين مؤكدا على أن الأفراد يدعمون فرض الرقابة على الرسائل التي يدركون أنها تمثل خطرا على الآخرين وذلك لحماية هؤلاء الآخرين، فماکلود وإيفيلاند وناسانسون ذكروا بأن الرقابة على المحتوى الإعلامي تقدم نموذج للوالدية من خلال التدخل الاجتماعي لحماية الآخرين الغير قادرين على غربلة المحتوى الإعلامي لأنفسهم ومن المحتمل أن يصيبهم الضرر لو أنهم تعرضوا لهذا المحتوى المؤذي).
2) Youn, Seonnmi & others.(2000). Op.cit . p. 636.